# Вова (Онтарио)
Вова (енгл. Wawa) је општина у Канади у покрајини Онтарио. Према резултатима пописа 2011. у општини је живело 2.975 становника.

## Становништво
Према резултатима пописа становништва из 2011. у граду је живело 2.975 становника, што је за 7,1% мање у односу на попис из 2006. када је регистровано 3.204 житеља.
| 2006. | 2011. |
| ----- | ----- |
| 3.204 | 2.975 |